# Підляська губернія
Підляська губе́рнія — адміністративно-територіальна одиниця Царства Польського Російської імперії, утворена 7 березня 1837 року. Центр губернії — місто Седлець.
Створена 7 березня 1837 року указом Миколи І на території колишнього Підляського воєводства. 9 серпня 1844 року губернію було ліквідовано, а територію включено до складу Люблінської губернії.

## Історія
- 1513—1795 див. Підляське воєводство (1513—1795)
- 1795—1809 Територія Підляського воєводства поділена між Білостоцьким департаментом королівства Пруссія та Новою Галичиною Австрійської (Габсбурзької) монархії.
- 1810—1815 Сєдлєцький департамент, утворений 24 лютого 1810 року декретом короля Пруссії з частини Нової Галичини, приєднаної від Австрійської імперії до Князівства Варшавського[1].
- 1816—1837 Підляське воєводство Королівства Польського Російської імперії
- 1837—1844 Підляська губе́рнія Королівства Польського
- 1844-… частина Люблінської губернії Королівства Польського
- Нині історична область Південне Підляшшя, за сучасним адмінподілом Польщі, поділена між двома воєводствами: Люблінським (з містом Біла Підляська) і Мазовецьким (з містом Седльце).

## Населення
У 1838 році чисельність населення губернії становило 384 646 осіб, з них 231 527 римо-католиків (60,19 %), 101 380 греко-католиків (26,36 %), 47 883 євреїв (12,45 %). Налічувалося 116 греко-католицьких парафій (8 деканатів Холмської єпархії), 113 римо-католицьких парафій (12 деканатів), 31 єврейський кагал і 2 православні парафії.